# Zbór Kościoła Zielonoświątkowego „Betlejem” w Gubinie
Zbór Kościoła Zielonoświątkowego „Betlejem” w Gubinie – zbór Kościoła Zielonoświątkowego w RP znajdujący się w Gubinie, przy ulicy Paderewskiego 13.
Nabożeństwa odbywają się w niedzielę o godzinie 10:00 i czwartek o godzinie 18:00. 